# Budge Pountney

a Compétitions nationales et continentales officielles uniquement.

b Matchs officiels uniquement.
Dernière mise à jour le 31 mars 2023.
 Anthony (Budge) Charles Pountney (né le 13 novembre 1973 à Southampton, Angleterre) est un joueur de rugby à XV qui a joué avec l'équipe d'Écosse, évoluant au poste de troisième ligne aile (1,83 m et 97 kg).

## Carrière
Il dispute son premier test match le 21 novembre 1998 contre l'équipe d'Afrique du Sud et son dernier le 24 novembre 2002 contre l'équipe des Fidji.
Il est six fois capitaine de l'équipe d'Écosse.
Pountney participe à la Coupe du monde 1999, durant laquelle il joue lors de quatre matchs dont le quart de finale face aux All Blacks.
En club, il joue l'intégralité de sa carrière avec les Northampton Saints. Il met un terme à sa carrière de joueur en février 2004 après une blessure persistante à la cheville.

## Palmarès

### En sélection
- 31 sélections (plus une non officielle)
- Sélections par années : 1 en 1998, 10 en 1999, 8 en 2000, 5 en 2001, 7 en 2002
- Tournois des Cinq/Six Nations disputés : 1999, 2000, 2001, 2002
- Vainqueur du Tournoi en 1999, le dernier à cinq nations.

### En club
- Coupe d'Europe :
  - Vainqueur (1) : 2000